# Scytasis nitida
Scytasis nitida är en skalbaggsart. Scytasis nitida ingår i släktet Scytasis och familjen långhorningar.

## Underarter
Arten delas in i följande underarter:
- S. n. nitida
- S. n. niasica